# Gordon Gano
Gordon Gano (né le 7 juin 1963) est un musicien américain. Il est surtout connu pour avoir été le chanteur, guitariste, compositeur du groupe de rock alternatif américain Violent Femmes.  Il a aussi produit plusieurs albums du groupe français Louise Attaque.

## Biographie sommaire
Gano est né et a grandi à Milwaukee (Wisconsin). Il a fait ses études au lycée Rufus King High School (en).  Son père jouait de la guitare et a ainsi exposé son fils à une large gamme de styles musicaux, comme la country, les show tunes (en) et le gospel. Le livret de l'album compilation Permanent Record décrit Gano comme étant un « baptiste dévot. »
Après être sorti du lycée, Gano a travaillé durant une courte période comme vendeur d'encyclopédies.
En 1980, Gano forme Violent Femmes. Le groupe se séparera en 2007 avant de se réunir à nouveau en 2014 pour une tournée nord-américaine et européenne pour laquelle le batteur Brian Viglione remplacera le batteur initial Victor De Lorenzo.
Depuis 2008, Gano écrit, enregistre et joue avec les ex-membres du groupe The Bogmen (en), Billy et Brendan Ryan.  Leur groupe porte le nom de Gordon Gano & The Ryans.  Leur premier album, Under The Sun, est sorti en septembre 2009 chez Yep Roc Records.

## Carrière

### Violent Femmes
Gano a formé Violent Femmes à Milwaukee en 1980 avec le bassiste Brian Ritchie et le batteur Victor DeLorenzo.  Gano était l'auteur, guitariste, chanteur du groupe. Le groupe est rapidement devenu culte grâce à des titres comme Blister in the Sun, Kiss Off et Add It Up (titres de leur album Violent Femmes). Le groupe expérimenta une multitude de styles tout au long de sa carrière, de la country western (Hallowed Ground) au pop rock (The Blind Leading the Naked). Le groupe se sépara temporairement en 1987, puis se reforma, et resta actif jusqu'en 2007. Après avoir enregistré une reprise de la chanson Crazy de Gnarls Barkley, le groupe se sépara définitivement sur des divergences de point de vue artistique, spécifiquement au sujet de l'utilisation commerciale des titres de Violent Femmes.

### Autres projets
Dans une période de creux de Violent Femmes vers la fin des années 1980, Gano forma un groupe de gospel-punk, The Mercy Seat, avec la chanteuse Zena Von Heppinstall, le bassiste Patrice Moran et le batteur Fernando Menendez. Le groupe fit des tournées internationales pendant deux ans et sortit un album en 1987 chez Slash Records,. L'album fut ré-édité en version numérique en 2009 chez Wounded Bird Records. Il apparaît comme invité en 1996 sur l'album Sackcloth 'n' Ashes des 16 Horsepower, groupe fortement influencé par Violent Femmes.
Gano a sorti son premier album solo en 2002, Hitting the Ground.
Gano partage le chant avec Manuel Cruz, leader du groupe de rock portugais Ornatos Violeta, sur le titre Capitão Romance de leur dernier album O Monstro Precisa de Amigos, sorti en 1999. Gano a aussi joué du violon sur l'album de Ben Vaughn Dressed in Black sorti en 1990.
Plus récemment (2008), Gano écrit, enregistre et joue avec les ex-membres du groupe The Bogmen, Billy et Brendan Ryan, sous le nom de "Gordon Gano & The Ryans".  Leur premier album, Under The Sun, est sorti en septembre 2009 chez Yep Roc Records.
En 2011, Gano collabore avec le groupe louisianais Lost Bayou Ramblers pour la pièce Bastille.

### Télévision
Gano a joué le rôle de M. Zank, le premier d'une longue série de profs de math remplaçants, dans la série américaine The Adventures of Pete & Pete, épisode X=Why?.
Gano apparaît comme une des personnages de la série Sabrina, l'apprentie sorcière, épisode Hilda and Zelda: the Teenage Years. Gano y joue son propre rôle, son personnage étant soumis à un sort d'amour.

## Dans la culture populaire
Gano est cité dans le roman Le temps n'est rien de Audrey Niffenegger.